# ゲティスバーグの戦い
ゲティスバーグの戦い（ゲティスバーグのたたかい、英語: Battle of Gettysburg）は、南北戦争において事実上の決戦となった戦い。ゲティスバーグ戦役の中核を成し、アメリカ合衆国軍とアメリカ連合国が双方総力を結集、南北戦争史上最大の激戦となった。

## 背景

### 南軍および北軍の状況
チャンセラーズヴィルの戦いが南軍の勝利に終わり、勢いに乗ったリー将軍は北部への更なる攻撃を企図していた。目標はボルティモアやフィラデルフィアで、これらを攻略することにより、北部の継戦意欲を失わせることができると考えたからである。
同時期、北軍は司令官をジョセフ・フッカーからジョージ・ミードに変更するという、指揮系統の改善に追われていた。チャンセラーズヴィルの戦いで敗北したフッカーが、エイブラハム・リンカーンにより更迭されたのである。代わりにミードが選ばれた理由の一つは彼がアメリカ合衆国内で生まれていなかったこと、すなわちアメリカ市民でも国外で生まれている場合は大統領選に出馬できないという政治的な理由からだと言われている。

### 地理的背景
ゲティスバーグは、当時のアメリカにとって重要な地点であった。その理由のひとつは、ゲティスバーグが鉄道や主要道路が集まる交差点であり、そこを確保できれば戦争を有利に進められるからであった。つまりゲティスバーグは補給と部隊増強の要所だったのである。しかし、ゲティスバークの地理的重要性を双方とも理解していたにもかかわらず、南軍、北軍ともにこの地点へ積極的に進軍しようとはしなかった。その理由としては、ここに部隊を送り込むと必然的に大規模な衝突が避けられないことが挙げられる。

## 戦闘経過

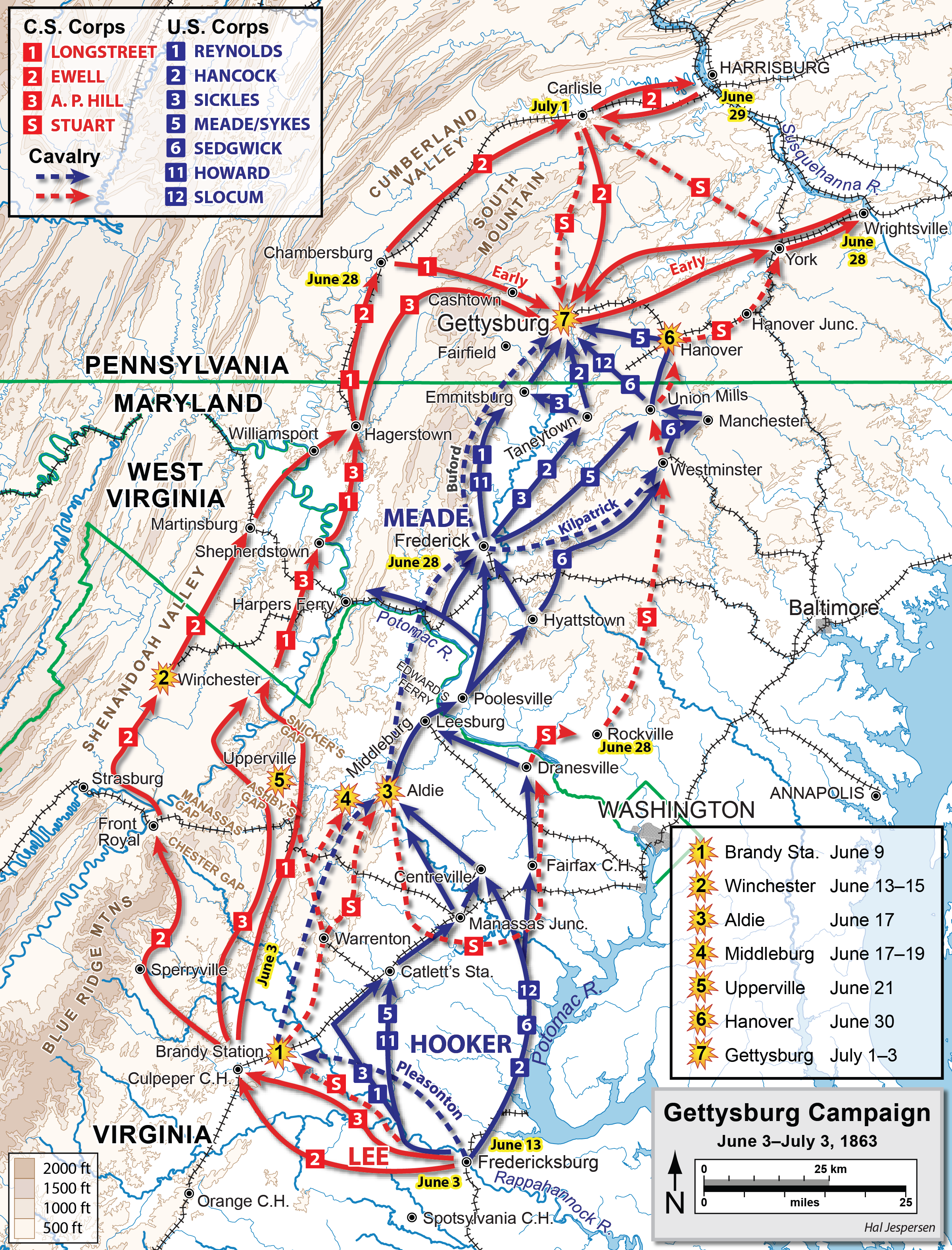
ゲティスバーグの戦い (破線は騎兵の動向)
アメリカ連合国軍 (南軍)
アメリカ合衆国軍 (北軍)

### 序盤
ゲティスバーグの戦いは6月初旬ごろから起こっていた小競り合いから発展した戦いである。6月3日に最初の衝突が起こると、リー将軍はただちに戦場に兵を派遣し、騎兵を町の北西にある丘陵の尾根に配置した。だが、本格的な戦闘が始まったのは、7月1日午前5時からであった。当初、南軍がこの地域に部隊を送り込んだのは、北軍の勢力下にあったゲティスバーグを偵察する目的であったとされる。しかし、先に述べた地理的要因から部隊間の衝突が頻繁に起こるようになったため、両軍は援軍をゲティスバーグに集結させざるをえなくなった。これにより、運命の7月1日午前5時を迎えることとなる。

### 1日目
7月1日午前5時早朝、南軍の歩兵が北軍の騎兵を射撃したのがゲティスバーグの戦いの始まりとされる。当初はいつもどおりの小競り合いだったが、次第に大規模な戦いに発展した。このとき衝突した部隊は北軍4個騎兵大隊に対し、南軍は2個歩兵旅団であった。部隊の集結が不完全であった北軍は援軍を待つ間、兵力面から見ても優勢な南軍の歩兵隊の前進をくい止めることに傾注、これに成功した。

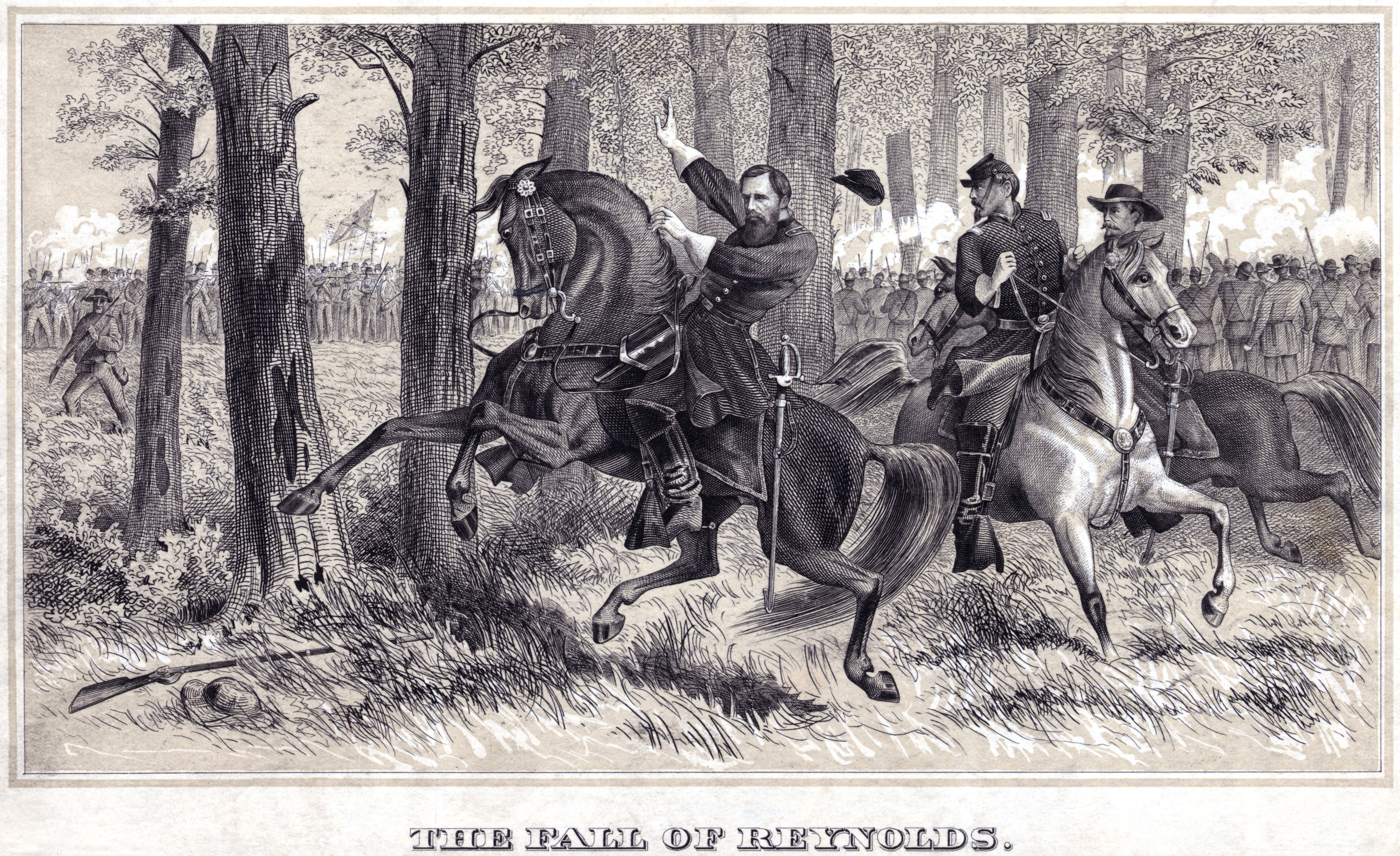
アルフレッド・ルドルフ・ウォード画『レイノルズの死』。ジョン・F・レイノルズが戦死する場面を描いている。

この初期の戦いが行われている間、ゲティスバーグの地理を生かし、両陣営に大多数の援軍が派遣され続けた。午後になると南軍の総司令官リー将軍も到着した。北軍側は騎兵隊の応戦により南軍の進撃を食い止めていたものの、優勢とはいいがたかった。北軍側は第1軍団（ジョン・F・レイノルズ将軍指揮）と第11軍団（オリバー・O・ハワード将軍指揮）の部隊が徐々に到着して防衛線に加わっていったが、ゲティスバーグの北と西の尾根の攻防戦では南軍側が優勢であり、この戦いで第1軍団司令官のレイノルズ将軍が戦死した。第1軍団の指揮権はアブナー・ダブルデイがこれを引き継ぐこととなったが、北軍は防衛線を支えきれず、ゲティスバーグ市内から撤退していった。
ミードから一時的な現場責任者として先に派遣されたウィンフィールド・スコット・ハンコック将軍が、ゲティスバーグに到着した。ハンコックは防衛戦闘に優れる指揮官で、ゲティスバーグの南の丘に陣地を構築させ、さらにカルプス・ヒル、セミタリー・ヒル、セミタリー・リッジ、ラウンド・トップ、リトル・ラウンド・トップの防衛線を築いて守備隊を配置した。この防衛線によって、数キロにもおよぶ味方との連絡や援軍の増派がきわめて容易に行えるようになり、戦闘が有利に運ぶもととなった。不利であった北軍は徐々に勢力を盛り返し、均衡を保つことに成功した。
南軍のリー将軍は、北軍の陣地の構築が終わる前に攻撃をかけるべきだと判断し、配下のリチャード・イーウェル将軍に命令を出した。ところが、この命令は、「もし君がそれを合理的だと思うならば丘の上にいる北軍を攻撃するべきだと私は思うが、残りの部隊が到着するまで大規模な戦闘は避けるように」という非常に曖昧なものであった。命を受けたイーウェルは、南軍の損害を過大に評価していたこともあり、この日の攻撃を中止した。
その夜、北軍司令官のミード将軍がようやく戦場に到着する。彼は戦況を把握すると、ハンコック将軍が築かせた陣地を主体に防衛戦を続行することを決断した。

### 2日目
攻撃を中止していた南軍は、2日の早朝に攻撃を再開することを目標としていたものの準備に手間取り、結局午後4時ごろになって攻撃態勢を整えた。このような遅延は北軍の有利に結びつくはずだったが、何故かダニエル・シックルズ将軍は特に何の理由もなく、セミタリー・リッジ以南の守備軍を配置換えし、最前線に移動させるというよく分からない行動に出ていた。この配置換えでリトル・ラウンド・トップ陣地が手薄になってしまったため、この丘に南軍が攻撃を開始した。北軍はまたもや戦況不利となる。しかし、たまたまリトル・ラウンド・トップ陣地に通信兵がおり、南軍の行動をいち早く察知し報告、このとき戦況把握をしていたウォーレン将軍がこの情報を受け南軍の動きを確認した。リトル・ラウンド・トップ陣地が陥落すれば、北軍の不利が決定的になると予測したウォーレンは、出来る限りの部隊をかき集めて陣地へ移動させた。このとき移動させた部隊は4個連隊だったとされる。南軍の攻撃は熾烈を極め、陣地の近くの森と草原において展開された。ここで起きたリトル・ラウンド・トップの戦いは、ゲティスバーグの戦いの中でもっとも激しかったと言われている。4時間にわたる熾烈な戦闘が行われたが、北軍のミード将軍の巧みな戦闘指揮により、南軍は陣地の突破に失敗した。北軍は兵力の面では劣勢に立たされていたが、ミード将軍は南軍が突破しようとする所を変えるたびにその場所へ兵を移動させて、的確に対処していたのである。
このころになって、北側でも南軍の攻撃が開始されたが、あっけなく敗退した。

### 3日目
リー将軍は、3日目の戦いも基本的にこれまでと同一線上で行なう構想を立てていた。即ち、ロングストリート将軍は北軍左翼を攻め、イーウェル将軍はカルプスヒルの北軍を攻撃するというものである。しかし、ロングストリートが攻撃準備を完了する前に、前日の失地奪還を意図する北軍第12軍団によるカルプスヒルへの砲撃が開始された。これに対応して、南軍のカルプスヒルへの2回目の攻撃が実施され、午前11時迄7時間におよぶ苦しい戦いが継続された。
これにより、リー将軍は作戦構想の変更を余儀なくされた。修正後の作戦ではロングストリートは揮下の第1軍団所属のジョージ・エドワード・ピケット将軍が率いるバージニア師団にヒルの軍団から抽出した6個旅団を加え、セメタリーリッジに陣取る北軍左翼中央部の第2軍団に対して攻撃を加えることになった。また、この攻撃を支援するため、南軍砲兵による北軍前線に対する砲撃を行うことに決定した。
午後1時南軍による170門の野砲を用いた南北戦争最大規模の砲撃が開始された。砲撃に続いて実施されるであろう歩兵突撃に備え貴重な弾薬を節約するため、北軍砲兵は当初対抗射撃を行なわなかった。15分程たってから、さらに野砲80門程が砲撃戦に加わった。大規模な砲撃ではあったものの、南軍は弾薬不足で北軍に大きな損害を与える迄に至らなかった。
午後3時ごろ、砲火が静まり12,500人の南軍歩兵が姿を現して、1200メートル離れた北軍前線への前進を開始した。世に言う「ピケットの突撃(ピケット・チャージ)」である。厳密に言えば、ピケットはあくまでこの突撃を指揮した将官の1人であり、必ずしも彼がこの突撃の総責任者ではなかったが「ピケットの突撃」と知られるようになった。激しい砲撃と北軍第2軍団からの銃火により、突撃した南軍兵士の過半数は自陣に帰還することはなかった。それでも進軍して来る南軍の勢いに呑まれて、北軍の前線は一時的に動揺し、防御用の低い石壁が部分的には破られたが、防衛ラインへの兵力増強が成功し、南軍の攻撃は最終的に撃退された。
また、この日は激しい騎兵戦が2箇所で行なわれた。スチュアート将軍の騎兵部隊は南軍左翼の防御と歩兵戦の戦果を更に拡大し、北軍補給線と通信線を脅かすため、北軍の右翼を迂回し、ゲティスバーグの5km東に進出し、ここで北軍騎兵と衝突した。グレッグ准将の騎兵師団とカスター准将の騎兵旅団により、互いにサーベルを交わす長く激しい白兵戦が戦われた。南軍ハンプトン旅団に対するカスターの突撃は南軍の攻撃を鈍らせ、北軍後背を脅かすというスチュアート将軍の目的を阻止することに成功した。一方、ピケットの突撃の後、ミード将軍はキルパトリック准将に対し、ビッグラウンドトップ南西のロングストリート軍団歩兵陣地への騎兵攻撃を命じた。キルパトリック准将揮下のファーンズワース准将はこの行動の無謀さを指摘し抗議したものの、命令に従って攻撃を敢行した。彼の指揮する旅団は大きな損害を受け、自身も戦死した。

## 戦闘の影響
3日合わせての死傷者（および行方不明者・捕虜）は両軍合わせて50,000人近くにもなった。被った損害は両軍とも同程度だったものの、人的資源に劣る南軍にとっては「死傷者2万3千」は非常に大きい損失であった。それに対して徴兵可能人口で南部に大きく勝る北軍は、比較的すぐに人員を補充することができた。後にグラント将軍がリー将軍に相対したときは、この人的資源の優位を可能な限り（場合によっては必要以上に）利用して、リー将軍に対して最終的な勝利を収めている。しかも、このゲティスバークにおいて北軍は南軍の侵攻を食い止め、南部に追い返すことに成功するという戦果を上げたが、南軍は特にこれといった目的を達成していない。戦闘自体は贔屓目に見れば引き分け・もしくは総兵力で劣る南軍が健闘したと言えなくもないが、攻勢に出る前にリー将軍が南部首都でディヴィス大統領らに説明した「東部戦線での攻勢が西部戦線の危機的状況を救う」という状況は実現しなかった。
それどころかそれまでなんとか北軍の攻勢に耐えていた西部戦域の要所であるヴィックスバーグが、ゲティスバーグの戦いが終わった次の日（1863年7月4日）、籠城むなしくグラント将軍に攻略されてしまう。ヴィックスバーグの攻囲戦は5月18日に始まったため、2ヶ月近く耐えた後での開城だった。この敗北によって南部はミシシッピ川より西の州（テキサス州、ルイジアナ州、それにアーカンソー州）との交通をほとんど遮断されてしまった。この危機的状況を打開するため、南軍司令部は敗北したと言えまだ余力のあるリーの北バージニア軍からロングストリートの軍団を抽出し、西部戦線に派遣しなければならなかった。ゲティスバーグの戦いで多くの兵を失った上に1個軍団を抽出されてさらに兵力を減じた北バージニア軍は、それ以降大規模な攻勢に出ることが不可能な状態に陥った。無為に任せて自軍から兵力を抽出されることを嫌ったリーは、このあと一回だけ小規模な攻勢を仕掛けているが（ブリストー駅の戦い）その時は自身が戦場にたどり着く前に戦闘は終結していた。なお、この戦いでも南軍は敗北している（逆の言い方をすればリーは攻勢に出たときはすべて最終的に敗北している）。

## 転換点
この戦いが南北戦争の転換点であったかどうかというのはやや疑問の余地がある。確かにこの戦いのあと北軍の優位がゆるぎないものとなったのは事実だが、それは別にこの戦いに勝ったから戦争での優位が確定したわけではない。言い方を変えればこの戦いに勝った時期が北部にとっての転換期であってこの戦い自体が戦争の趨勢を決したわけではない。ではなぜリー将軍はわざわざこの時期を選んで北部へ侵攻したのだろうか？兵力で劣り、装備も十分ではなく、食料さえ満足に行き渡っていなかった北バージニア軍は明らかに北部に侵攻できるような状況には無かった。しかしその反面、この時期を逃してしまったらもはや戦争の趨勢は決まってしまう可能性が非常に大きかったのだ。守ってばかりでは戦争に勝つことはできない上に南部はその「守り」すら満足に行えていなかった。
南部はゲティスバーグの戦いの起こる前の時点ですでに西部地域をほとんど失っていた。南部の最大都市であったニューオルリンズ市はすでに北軍の手に落ちており、ミシシッピ川の交通の要所であるヴィックスバーグもまさに陥落寸前と言える状況にあった。ヴィックスバーグが陥落した後は西部戦線に投入されていた北軍の部隊が東部戦線に送られてくることは明らかであり、兵力の点では常に北軍に劣っていた南軍にとってはさらに厳しい戦いを強いられることになるだろうというのは目に見えていた。また、北部の海軍によるアナコンダ作戦（南部の港湾を封鎖する作戦で、終戦近くには海に出た南部の船の実に3隻に1隻が拿捕されていた）が功を奏し始めておりもともと高くなかった南部の継戦能力はさらに削られていった。この時点で何らかの一撃を与えなければこのまま南部が北部の物量に『磨り潰されて』しまうだろうということはこの時点で多くの者の眼に明らかだっただろう。当然リー将軍もそれに気づいていただろうし、何度撃退してもすぐに兵力を補充して侵攻してくるポトマック軍の相手をしている虚しさにも気づいたであろう。いくら自軍が勝利し続けていたとはいえ北バージニア軍も会戦のたびに多くの兵を失っていたし、人的資源の点で北部に劣る南部はその穴を埋めることがなかなかできなかった。
南部は北部より1年も早く徴兵制を導入していたが多くの徴兵の例に漏れず、大いに不評だった。また、奴隷を10人以上保有している・もしくは監督している市民は徴兵されないとしたこともその不満に拍車をかけることとなった。要するに奴隷を保有していない貧乏な南部人が奴隷を保有している裕福な南部人のために戦っている戦争だという構図ができあがってしまったからである。物資不足だった南部では十分な物資（武器、弾薬、制服、それに食料など)が将兵に満足に行き渡らなかったこともあり、南軍は常に脱走兵の多さに悩まされていた。結局南軍の場合こうむった損害は他の部隊から兵を（もしくは部隊ごと）引き抜いて補充に充てたり徴兵枠を拡大することでなんとかしようとしたがあまり成功しなかった。
北バージニア軍を率いて北部に侵攻し、北部の地でポトマック軍に壊滅的な打撃を与えることができればいくら人的資源が豊かな北部でもまた同規模の軍を編成するのには時間がかかるはずであり、また国内での敗北に衝撃を受けた北部の市民達が1864年の大統領選で戦争継続を叫ぶリンカーン大統領ではなく停戦・和平を旗印に掲げる民主党のジョージ・マクレランを次期大統領に選ぶ可能性もあった。勿論これは全てうまくいった場合のシナリオであり、リー将軍もそこまでうまく物事が運ぶとは思っていなかっただろう。だが、簡単に言えば南部にはそれ以外に選択肢が無かったのである。ある意味、これはリー将軍が戦争の転換点に近づいてきたと気づき、なんとかその敗勢を挽回しようとしたがゆえに起こった戦いだったとも言える。

## エピソード
- ゲティスバーグは南北戦争最大の激戦だったが、砲撃の激しさもまた南北戦争最大であった[1]。
- ゲティスバーグに南軍が残していった小銃を調べてみると、全小銃のわずか二十パーセントしか銃弾を使用していなかった[注釈 4]。
- ゲティスバーグの戦いは世界最後の集団密集突撃が行われた戦いでもあった[要出典]。
- ゲティスバーグの戦いの最後に南軍の大規模な突撃作戦が行われ、南軍は先頭に立った司令官以下陣地の突破に成功した。しかし成功した部隊は150名ほどだったといわれており、結局ほとんどが戦死して失敗に終わった[要出典]。
- 戦死者のほとんどは砲撃によるものである[要出典]。

## 現在
当時の戦闘を再現するために、現在でも所々に詳細を説明する案内板とともに大砲やその他の武器が多数配置され、全米のみならず世界的に有名な古戦場の一つとして、夏季を中心に多くの観光客・見学者が訪れる。

## 指揮官

### アメリカ合衆国
- ジョージ・ミード
- アレクサンダー・S・ウェブ
- フィリップ・シェリダン
- ジョージ・アームストロング・カスター

### アメリカ連合国
- ロバート・E・リー

## TV
- 「アメリカ南北戦争」NHK教育(1992)